# Правдич (герб)
Правдич (Правдзіц, Правда, Лев з Муру, пол. Prawdzic, Prawda, Lew z Muru) — шляхетський (за часів Королівства Польського та Речі Посполитої) і дворянський (у Російській імперії) герб.

## Опис
Герб має на срібному щиті червону стіну фортеці. На стіні стоїть лев (звернений вліво) з золотою обручкою у лапах (або з кулею). У клейноді такий самий лев з золотою обручкою. Намет золотий, підбитий червоним. У Польщі герб цей був відомий з XIV століття. У гербі «Пельгржім» (роду Сологуба) виходить з-за стіни лев звернений вправо і без кільця.

## Роди гербу Правдич
Архімовичі (Archimowicz), Арцешевські (Arcieszewski), Арцішевські (Arciszewski, Arciszowski), Бабовські (Babowski, Бер-Ринаржевські (Baehr-Rynarzewski), Барановські (Baranowski), Бончальські (Baczalski), Бентковські (Bentkowski, Betkowski), Береза (Bereza), Бернатовичі (Bernatowicz), Беські (Beski), Бедковські (Biedkowski), Беганські (Bieganski), Бегунські (Biegunski), Бельські (Bielski), Бетковські (Bietkowski), Бобовські (Bobowski), Богацькі (Bogacki), Бораковські (Borakowski), Борисовські (Borysowski), Братковські (Бронтковські, Bratkowski), Братошевські (Bratoszewski), Брохоцькі (Brochocki), Броховські (Brochowski), Бродзінські (Brodzinski), Брудзинські (Brudzinski, Brudzynski), Бжеські (Brzeski), Буячевські (Bujaczewski), Буяковські (Bujakowski), Булаковські (Bulakowski, Balakowski), Цебульські (Cebulski), Хотомські (Chotomski, Dienheim-Chotomski), Хруль (Chrul), Хибські (Chrybski), Хшановські (Chrzanowski), Ціхровські (Cichrowski), Цемевські (Ciemiewski), Цемневські (Ciemniewski), Цемноленські (Ciemnoleski, Ciemnolonski), Цибульські (Cybulski), Цидзіки (Cydzik), Чебновські (Czebnowski), Чечотка (Czeczotka), Чечотт (Czeczott), Домбські (Dabski), Демболенцькі (Dembolęcki, Debolecki), Дембські (Debski), Дінхайм (Dienheim, Dinheim), Дмеховські (Dmiechowski), Добровольські (Dobrowolski), Домеховські (Domiechowski), Домініковські (Dominikowski), Друшкевичі (Druszkiewicz), Дукальські (Dukalski), Дурановські (Duranowski), Дзяловські (Dzialowski), Дзердзеєвські (Dzierdziejewski), Дзвоновські (Dzwonowski), Філіповичі (Filipowicz), Гаєвські (Gajewski), Галенські (Galeski), Ґідзінські (Гедзінські, Gidzinski, Giedzinski), Ґелбутовські (Gielbutowski), Ґелдановські (Gieldanowski), Глясс (Glass), Гоцковські (Gockowski), Гочалковські (Goczalkowski), Големберські (Golemberski, Golemberski), Голембевські (Ґолембйовські, Голембевські, Golebiowski, Golembiowski), Голінські (Golinski), Голинські (Golynski), Гораздовські (Gorazdowski), Горовські (Gorowski), Гожуховські (Gorzuchowski), Госк (Gosk), Гоські (Goski), Ґостомські (Gostomski), Гощевські (Goszczewski), Готомські (Gotomski), Говажевські (Gowarzewski), Говашевські (Gowaszewski), Градомські (Gradomski), Градовські (Gradowski), Гратта (Gratta), Грецькі (Grecki), Грек (Grek, Grekk), Грековичі (Grekowicz), Гродзановські (Grodzanowski), Грок (Grok), Громницькі (Gromnicki), Грудовські (Grudowski), Груя (Gruja), Ґжимултовські (Grzymultowski), Гульч (Gulcz), Гульчевські (Gulczewski), Гузельф (Guzelf), Гиловські (Gylowski), Гладкі-Дашковичі (Hladki-Daszkowicz), Гуновські (Hunoski, Hunowski), Іловські (Ilowski), Ізбіцькі (Izbicki), Ізбінські (Izbinski), Яблоновські (Jablonowski), Ярачевські (Jaraczewski), Йоцевичі (Jocewicz), Каліцінські (Kalicinski), Каргошинські (Kargoszynski), Карловські (Karlowski), Каські (Kaski), Кініцькі (Kinicki), Кінерські (Kinierski, Kiniorski), Кіжинські (Kirzynski), Клодзенські (Klodzienski), Кобельські (Kobelski), Кобильніцькі (Kobylnicki), Кохановські (Kochanowski), Кокелі (Kokeli), Кокорські (Kokorski), Конюшевські (Koniuszewski), Конояцькі (Konojacki, Konojadzki), Консядські (Konsiadzki), Корнацькі (Kornacki), Коссацькі (Kossacki), Козерські (Kozerski), Круповичі (Krupowicz), Крушевські (Kruszewski), Крушинські (Kruszynski), Криські (Kryski), Кришки (Kryszka), Кшечковські (Krzeczkowski), Кухарські (Kucharski), Кукальські (Kukalski), Кукель (Kukiel), Куклиновські (Kuklinowski), Куклінські (Kuklinski), Куровські (Kurowski), Курські (Kurski), Кушелевські (Kuszelewski), Лясцевські (Lasciewski), Лашез де Тучамп (Laszez de Tuczamp), Лятальські (Latalski), Лашевські (Laszewski), Лещковські (Leszczkowski), Лещинські (Leszczynski), Лешковські (Leszkowski), Левандовські (Lewandowski), Ліхтиан (Lichtyan), Лутомські (Lutomski), Лабішевські (Labiszewski), Лабішинські (Labiszynski), Лагішевські (Lahiszewski), Лагішинські (Lahiszynski), Лаіщевські (Laiszczewski), Лакошинські (Lakoszynski), Лащі (Laszcz), Лащаки (Laszczak), Лашевські (Laszewski), Лайчевські (Layczewski), Лайщевські (Layszczewski), Лазневські (Lazniewski), Лукомські (Lukomski), Лущевські (Luszczewski), Макосей (Makosiej, Makosiey), Манковські (Mankowski), Марчевські (Marczewski), Мецішевські (Meciszewski), Мекарські (Mekarski), Менжинські, Міцовські (Micowski), Місевські (Misiewski), Млоцькі (Mlocki), Молодські (Молоцькі, Molodzki, Molocki), Мольські (Molski), Муканські (Mukanski), Нарольські (Narolski, Narolski Lazcz), Неборовські (Nieborowski), Неборські (Nieborski), Недзялковські (Niedzialkowski), Нєледевські (Nieledewski, Neledewski Lazcz), Нємєржа (Niemierza), Немінські (Nieminski), Ніщицькі (Niszczycki, Nizczycki), Носальські (Nosalski), Носєльські (Nosielski, Nozielski), Обалковські (Obalkowski), Ободинські (Obodynski), Оброцівор (Obraciwor, Obrociwor), Обровецькі (Obrowiecki, Obrowiecki Lazcz), Обуховичі (Obuchowicz), Олендські (Oledzki), Ольшевські (Olszewski), Оришовські (Oryszowski), Осніцькі (Osnicki), Пакославські (Pakoslawski), Пакош (Pakosz), Палуцькі (Palucki), Партейн (Partein), графи й дворяни Парис (Parys), Патек (Patek), Піво (Piwo), Плоцькі (Plocki), Почерніцькі (Poczernicki), Поліцькі (Policki), Порицькі (Porycki), Посєніцькі (Posienicki), Потоцькі (Potocki), Правда (Prawda), Правдзіц (Prawdzic), Пруські (Pruski), Пуісс (Puiss), Рацібожинські (Raciborzynski), Радзановські (Radzanowski), Раушке (Rauschke), Рокітніцькі (Rokitnicki), Рокотніцькі (Rokotnicki), Романовські (Romanowski), Ромоцькі (Romocki), Рубчинські (Rubczynski), Рудзькі (Rudzki), Рушковські (Ruszkowski), Рибінські (Rybinski), Римашевські (Rymaszewski), Риначевські (Rynaczewski), Ринаржевські (Rynarzewski), Сарбєвські (Sarbiewski), Санкевичі (Sankiewichi), Сарнацькі (Sarnacki), Седльніцькі (Sedlnicki), Севериновичі (Sewerynowicz), Сенковські (Sekowski), Сіцінські (Sicinski), Сєраковські (Sierakowski), Сєрпські (Sierpski), Слугоцькі (Slugocki), Смажевські (Smarzewski), Смійковські (Smijkowski, Smiykowski), Смітковські (Smitkowski), Смітровські (Smitroski, Smitrowski), Сояцінські (Sojacinski), Соколовські (Sokolowski), Сологуби (Соллогуби, Solohub, Sollohub), Совінські (Sowinski), Степанковські (Stepankowski, Stepankowski Lazcz), Строшевські (Stroszewski), Строжевські (Strozewski), Стшалковські (Strzalkowski), Стшемілецькі (Strzemilecki), Стшижовські (Strzyzowski), Симаковські (Symakowski), Шаковські (Szakowski), Шамота (Szamota), Щавінські (Szczawiński, Sczawinski, Szczawinski z Wielkiego Szczawina), Шедзінські (Szedzinski), Шопіцькі (Szopicki), Шубські (Szubski), Шимаковські (Szymakowski), Таржецькі (Tarzecki), Тхуржовські (Tchorzowski), Туллє (Thullie), Томіславські (Tomislawski), Трамські (Трабські, Trampski, Trabski), Тучампські (Tuczampski, Tuczapski Lazce), Віхровські (Wichrowski), Вєжбовські (Wierzbowski), Вільські (Wilski), Віщицькі (Wiszczycki), Вістославські (Wistoslawski), Вітославські (Witoslawski), Влодеки (Wlodek), Водинські (Wodynski), Волкоховські (Wolkochowski), Вольські (Wolski), Волчек (Wolczek), Возняк (Wozniak) Возняковські (Wozniakowski), Вржедзінські (Wrzedzinski), Вшелачинські (Wszelaczynski), Висоцькі (Wysocki), Вишомєрські (Wyszomierski), Вишомірські (Wyszomirski), Зайончковські (Zajaczkowski), Залеські (Zaleski), Зарембські (Zarębski), Зассанські (Zassanski), Завадзькі (Zawadzki), Здзєнєцькі (Zdzieniecki), Зубчевські (Zubczewski), Зубовські (Zubowski), Жабицькі (Żabicki), Желеньські (Żeleński), Жміховські (Żmichowski).
Правдич зміненийБентковські (Bentkowski, Betkowski), Ґоські (Goski), Ґратта (Gratta), Грек (Grek), Заремба (Zaremba).
Правдич IIЛюкоцькі (Lukocki), Седзинські (Sedzinski).
Правдич II зміненийГридкович (Hrydkowicz z Litwy), Миткович (Mytkowicz z Litwy).
у Російській імперії герби

Єлагін (I, 46); Зєлєнцов (IX, 159); Лутовінов (VIII, 20); Нєлідов (I, 48); Прєзєнтов (IV, 141); Рохманов (V, 63); граф Сологубов; Хрущов (II, 111); Шубін (VIII, 99); Плішевські (ХХ, 1903).
|дата_затвердження  = 1351 р.